# Llau dels Horts
La Llau dels Horts és una llau de l'antic terme d'Hortoneda de la Conca, actualment integrant del municipi de Conca de Dalt, al Pallars Jussà. Forma part del territori de l'antic poble del Mas de Vilanova.
Es forma a ponent del Pui Fals, des d'on davalla cap al sud-oest fins que es transforma en la llau Gran al nord de la partida de la Campana Partida i al sud de la d'Obés. En la primera part del seu recorregut rep per l'esquerra la llau del Civadal.